# Un nid de gentilshommes (film, 1914)
Pour les articles homonymes, voir Un nid de gentilshommes.
Pour plus de détails, voir Fiche technique et Distribution.
Un nid de gentilshommes (Дворянское гнездо, Dvorianskoïe gnezdo) est un film perdu russe réalisé par Vladimir Gardine, sorti en 1914,. Le film est adapté du roman Nid de gentilhomme d'Ivan Tourgueniev. 

## Synopsis
Fiodor Lavretski, après avoir rompu avec sa femme, retourne dans l'ancien domaine où il vivait lorsqu'il était enfant. Là, il rencontre ses voisins et tombe amoureux de Lisa Kalitina. Dans un journal, il lit l'avis de décès de sa femme et se précipite chez Lisa pour lui déclarer ses sentiments. Sur le chemin du retour, Lavretski rencontre sa femme qu'il croyait morte, elle est arrivée à l'improviste. Pour Lisa, qui aime Lavretski, il est inacceptable de détruire son mariage légal et elle décide d'entrer dans les ordres.

## Fiche technique
- Titre français : Un nid de gentilshommes[3]
- Titre original : Дворянское гнездо, Dvorianskoïe gnezdo
- Photographie : Aleksandr Levitski
- Direction artistique : Tcheslav Sabinski
- Production : Paul Timan
- Format : noir et blanc
- Sortie : 1914

## Distribution
- Olga Preobrajenskaïa : Liza
- Mikhaïl Tamarov : Lavretski
- Elizaveta Ouvarova : Varvara, femme de Lavretski
- Lioudmila Sytcheva : Marfa Timofeevna
- Vladimir Chaternikov : Lemme
- Boris Orlitski : Panchine